# Club Deportivo Dunamis 04
El Club Deportivo Dunamis 04, popularmente conocido como Dunamis 04, es un club de fútbol con sede en Tulcán, Ecuador. Fue fundado el 27 de mayo de 2012 y juega en la Segunda Categoría de Ecuador.
Está afiliado a la Asociación de Fútbol Profesional del Carchi.

## Historia
En sus inicios, fue creado bajo el nombre Club Deportivo Especializado Formativo Dunamis T.C.E. y su primera participación en el fútbol profesional se produjo en la Segunda Categoría del Carchi 2016 bajo el nombre comercial Club Deportivo Dunamis.
Obtuvo su primer campeonato provincial en la Segunda Categoría en el año 2018 y posteriormente repitió títulos en 2020, 2021, 2022 y 2023.

## Estadio
El estadio Olímpico de Tulcán está ubicado en la avenida Rafael Arellano al oriente de la ciudad de Tulcán. Fue inaugurado en 1960, es usado para la práctica del fútbol y otros eventos deportivos y lúdicos. Tiene capacidad para 10000 espectadores.

## Jugadores

### Plantilla 2023
- Actualizado en 2023.

## Datos del club
- Temporadas en Segunda Categoría: 9 (2016-presente)
- Mejor puesto en la liga: 1.º (5 veces).
- Mayor goleada a favor en torneos provinciales:

## Palmarés

### Torneos provinciales
| Profesional                        |                              |                  |
| Segunda Categoría del Carchi (5/3) | 2018, 2020, 2021, 2022, 2023 | 2016, 2017, 2024 |